# 培根生菜番茄鸡尾酒
培根生菜番茄雞尾酒（BLT cocktail，簡稱BLT雞尾酒）是一種雞尾酒，運用了製作培根生菜番茄三明治的三種基本原料（煙肉、莴苣和番茄），並加入伏特加調配而成。培根生菜番茄雞尾酒有多種不同的飲用方法，包括以培根伏特加來代替傳統的伏特加，用烈酒來代替莴苣，在杯緣上灑上培根鹽，或者是加入了黃瓜口味的伏特加。
該飲品於2009年在美國本土開始流行，其不同變種也在科羅拉多州、佛罗里达州、缅因州、麻薩諸塞州、密蘇里州、俄勒冈州及弗吉尼亚州等地銷售，並逐漸在加拿大和英国等地引起了關注。
2007年，《纽约时报》首席美食評論家法蘭克·布呂尼对知名廚師戈登·拉姆齊调配的培根生菜番茄雞尾酒給出了良好的評價。美联社也在2009年对弗吉尼亚州亚历山德里亚調酒師陶德·思拉舍（Todd Thrasher）調的培根生菜番茄雞尾酒給予好評，形容这是「一杯令人刮目相看，轉折多變、刺激味蕾的飲品」。《波士頓環球報》、倫敦的《泰晤士报》及加拿大多倫多的《环球邮报》等報章雜誌的美食評論家也都曾對該飲品給予好評。

## 歷史
2007年，《纽约时报》的首席美食評論家法蘭克·布呂尼對廚師戈登·拉姆齊做的培根生菜番茄雞尾酒給予好評，《奧勒岡人報》2009年7月的一篇報導称，在一家位于奧勒岡州，名叫「鍍金俱樂部」（Gilt Club）的餐廳里，調酒師會把用來裝培根生菜番茄雞尾酒的玻璃杯杯緣灑上一層鹽，再加上一層碎培根。2009年8月，有調酒師在科羅拉多州阿斯彭發明了一種新的培根生菜番茄雞尾酒變種，當時就引起了關注。之後又有調酒師在亚历山德里亚發明新的變種，並因美联社2009年8月的報導而开始流行。2010年《奧馬哈世界先驅報》的一篇報導中提及内布拉斯加州奥马哈有一种新的培根生菜番茄雞尾酒把縮寫BLT的萵苣（Lettuce）以烈酒（Liquor）代替。
俄勒冈州本德的《本德公報》在報導中曾寫道，该州的鐵匠餐廳（The Blacksmith）在2011年發明了新的變種，使用培根伏特加而不是傳統伏特加來加入培根生菜番茄雞尾酒。《薩拉索塔先驅論壇報》在2012年4月報導說，佛罗里达州調酒師保羅·約曼斯（Paul Yeomans）發明了另外一種版本的培根生菜番茄雞尾酒。他先加入蕃茄水再灑上一點培根鹽，最後再注入黃瓜口味的伏特加。而這個版本的培根生菜番茄雞尾酒是佛罗里达州萨拉索塔的桌上溪邊餐廳（The Table Creekside）顧客票選最受歡迎的餐點之一。美食頻道建議在飲用培根生菜番茄雞尾酒時，可依個人喜好另外加入柠檬、波本威士忌、辣醬油或辣根。

## 評價
莎拉·波斯尔德（Sarah Boesveld）在《环球邮报》2009年8月的一則報導中稱，由於要在家裡自己製作培根伏特加的難度太大了，因此她建議使用培根鹽來搭配培根生菜番茄雞尾酒，或把培根加到血玛丽裡面，直接飲用。在美联社2009年的一則美食評論中，形容調酒師陶德·思拉舍（Todd Thrasher）所調配的培根菜番茄雞尾酒為「一杯令人刮目相看、轉折多變、刺激味蕾的飲料。用一塊龐大、用萵苣水製成的冰塊，為這個灑上培根鹽的玻璃杯打了個底。再用清晰的番茄水和培根伏特加加以攪拌，倒到萵苣冰塊上」。Metromix形容該飲品為「培根伏特加、蕃茄水及萵苣冰塊這三樣東西的燦爛組合」。《婦女節》雜誌則把陶德·思拉舍版本的雞尾酒放在「美國最離譜的飲料」一節中。
由於《泰晤士报》的強力推薦，培根生菜番茄雞尾酒曾在2010年成為「腸胃藝術節」（Gastro art event）的活動之一。《泰晤士报》把培根生菜番茄雞尾酒與「罗斯科的極簡主義」相比較。《威拉米特周刊》在2011年時對位於波特蘭的「鍍金俱樂部」做出評論，並選了培根生菜番茄雞尾酒來作為其「完美餐點」一節搭配的飲料。《緬因雜誌》（Maine Magazine）的艾米·安德森在2012年對緬因州奧甘奎特的宾特里夫（Bintliff's）餐廳做出了評論，並稱「培根生菜番茄雞尾酒有一股柴火煙的味道，讓人吸得不亦樂乎」2012年10月，《沛綠雅公司》（Société Perrier）的妮琳娜·梅森－坎貝爾（Nilina Mason-Campbell）對俄勒冈州波特蘭懷爾德伍德（Wildwood）餐廳做出評論，認為培根生菜番茄雞尾酒是整張菜單上最突出的一道菜。《每日郵報》於2013年3月在有關雞尾酒裝飾使用率增加的一篇報導中，提到了該飲品，並成為其「五大瘋狂雞尾酒」的排行榜入選者之一。

## 延伸閱讀
- Best-Oliver, Kelli. . The Riverfront Times (St. Louis, Missouri: Riverfront Times, LLC; Novice Foodie). 20 October 2009  [17 May 2013]. （原始内容存档于2013年12月30日）.
- (PDF). Licensing World. 31 May 2010: 52  [17 May 2013]. （原始内容 (PDF)存档于2013年12月31日）.
- Weisstuch, Liza. . The Boston Globe (Boston, Massachusetts: The New York Times Company; www.boston.com). 26 May 2005  [17 May 2013]. （原始内容存档于2016-03-05）.

## 外部連結
- , Home & Gardening Deals
- 培根生菜番茄雞尾酒 （页面存档备份，存于）, The Watering Mouth
- 培根生菜番茄雞尾酒食譜 （页面存档备份，存于）, 美食頻道
- 培根生菜番茄雞尾酒食譜 （页面存档备份，存于）, Delish.com
- 培根生菜番茄雞尾酒, Bacon Unwrapped
- 培根生菜番茄雞尾酒（页面存档备份，存于）, Drink of the Week